# Paz de Dios
La Paz de Dios es un movimiento espiritual de los siglos X y XI, organizado por la Iglesia Católica y apoyado por la autoridad civil. Su propósito es lograr una pacificación del mundo cristiano occidental y controlar el uso de la violencia en la sociedad.

## Contexto
Tras la disolución del Imperio carolingio en el siglo IX y la transformación feudal que siguió a la caída, los señores civiles incrementaron las exacciones que exigían a la población, con el pretexto de proteger, a cambio, al campesinado y el clero. Adicionalmente, el incremento de la presión fiscal fue acompañada de distintas guerras entre algunos de esos señores que causaron víctimas y daños de consideración. 
Dado el prestigio que mantienen los religiosos en el siglo X, estos gozan de gran autoridad moral y espiritual. Inspirándose en los precedentes carolingios, como el capitulario de 884, por el cual el rey Carlomán impuso sanciones contra la rapiña (pidiendo a los obispos que también ayudasen a dicha tarea), o al Concilio de Trosly de 909 que exhortaba a la penitencia, las autoridades religiosas del centro de Francia decretaron la paz de Dios. Obispos y abades se reunieron en consejos que condenaron los excesos de los caballeros y trataron de moralizar su conducta. Este movimiento fue de gran importancia porque condujo a la definición de los derechos y deberes de las tres órdenes y estableció los fundamentos morales de la sociedad medieval occidental.

## De la «Paz de Dios» a la «Tregua de Dios»
Trataba que se prohibía la guerra en tiempos de Adviento, Cuaresma, etc. Puesto que eran días de respeto y reposo

## Renovación religiosa del siglo X
La Iglesia está afectada por los desórdenes de los siglos IX y X. Los señores nombran a laicos con cargos eclesiásticos, lo que hace relajarse la disciplina moral y la formación. No obstante, los monasterios logran mantener una conducta irreprochable, por lo que adquieren una gran autoridad moral.
Se produce un gran renacimiento de la religiosidad propular, incrementándose tanto la participación en distintas peregrinaciones como la veneración de las reliquias, y se tiene especial cuidado en la confesión de los pecados y en tratar de enmendar su pena. Los monasterios reciben donaciones post mortem para remisión de la pena, y la elección de los abades se está moviendo cada vez más hacia los hombres de gran integridad. Guillermo I de Aquitania llega a otorgar autonomía e inmunidad a los monasterios que eligen a su abad. Este fue el caso de Gorze, Brogne o Cluny. 
De todos los monasterios, Cluny conoce el desarrollo y la influencia más notables. Bajo el gobierno de abades dinámicos, como Odon, Maeul u Odilon, la abadía lidera otros monasterios que se le atribuyen (en 994, la orden Cluny ya tiene 34 conventos). La religiosidad y el prestigio religioso de Cluny atraen a postulantes de la alta aristocracia, algunos de los cuales llegarán a ser abades: Bernon (909-927), que pertenecía a la aristocracia del condado de Borgoña; Odón (927-942) a la gran familia Touraine; Mayeul (948-994) a la familia provenzal de Valensole; Odilon de Mercœur (994-1048), relacionado con un linaje del condado de Auvernia; Hugues de Semur (1049-1109), cuñado del duque de Borgoña y cuya sobrina se casaría con el rey de Castilla Alfonso VI; Pons de Melgueil (1109-1122) relacionado con los condes de Auvernia y Toulouse; Pedro el Venerable (1122-1156), de una familia noble de Auvernia. Prácticamente, Aymard (942-948) es el único abad de una procedencia humilde.
El culto de los santos se incrementó fuertemente a partir del siglo VI. Las reliquias custodiadas por los monasterios y otros edificios religiosos incrementan la afluencia de peregrinos. Las peregrinaciones se desarrollan intensamente y Cluny aumenta su influencia en las vías que conducen a Santiago de Compostela.
Desde el período carolingio, los obispos suelen reunirse en consejos regionales junto con la nobleza. Con las invasiones del siglo IX, se acostumbra retirar las reliquias de su santuario, organizando procesiones durante las calamidades públicas, exigiendo justicia contra los enemigos o profanadores de una iglesia. Esta costumbre también se aplica a las depredaciones de los señores locales. Es durante una de esas reuniones expiatorias cuando comienza el movimiento de la paz de Dios.

## Contexto y objetivos
El debilitamiento progresivo gracias al rey del poder real durante el reinado de los últimos carolingios y la inseguridad unida a las guerras privadas que se suscitaban entre los señores de los diferentes reinos produjeron, como consecuencia, durante el siglo X, importantes perturbaciones de la actividad humana, especialmente en el sector agrícola, lo que supuso el abandono de las tierras de cultivo que, en gran parte, pertenecían a la iglesia.
A partir del concilio celebrado en Puy en 987, el clero se hace eco de las aspiraciones de paz del pueblo e intenta limitar la violencia y devolver el orden a los reinos.
Los caballeros y los vasallos se reúnen en pleno campo para jurar públicamente la paz sobre las reliquias de los santos locales; a este fin, juran respetar ciertas prohibiciones: no apropiarse de Charroux (989), el concilio de Narbona (990), los concilios de Puy, de Limoges y de Anse (994), los concilios de Poitiers (1000 y 1014).
En 922 y 1023, la prohibición de toda violencia ejercida sobre los lugares o contra las personas se aplica también en determinados períodos, como las grandes fiestas del calendario litúrgico.
Los sauvetés de la Francia meridional y los aîtres del Norte datan de este período: son dos lugares delimitados por dos cruces penitenciales en los que se debe ejercer la Paz de Dios, que comprende, así mismo, las iglesias que sirven como refugio.
A partir de 1020, la preocupación por hacer respetar la paz trae consigo un conjunto de prácticas penitenciales acordadas entre los contraventores. La característica de la Paz de Dios se confirma y codifica a través de la Tregua de Dios: los caballeros tienen prohibido hacer la guerra, en primer lugar los sábados, y más tarde, desde el miércoles por la noche hasta el lunes por la mañana (concilio de Arlés, 1037–1041), durante el Adviento, Navidad, Cuaresma y Pascua. La contravención de estas prohibiciones comporta el anatema para el trasgresor y le es negada la sepultura cristiana.